# Brooke Greenberg
Brooke Greenberg (* 8. Januar 1993 in Baltimore, Maryland; † 24. Oktober 2013 ebenda) ist die Betroffene einer als zuvor X-Syndrom bezeichneten Krankheit. Durch die Krankheit hatte sie auch in ihrem zwanzigsten Lebensjahr das physische und psychische Erscheinungsbild eines etwa ein Jahr alten Kindes. Greenberg war etwa 76 cm groß und 7,3 kg schwer. Sie hatte nicht gelernt zu sprechen, lebte zusammen mit ihren Eltern und einer jüngeren und zwei älteren, ganz normal entwickelten Schwestern in Reisterstown, Maryland.
Brooke kam 1993 etwa einen Monat zu früh mit einem Gewicht von 1800 Gramm im Sinai-Krankenhaus auf die Welt. Sie erschien damals wie ein normales Kind. Mit der Zeit fiel jedoch auf, dass sie sich sehr langsam entwickelte. In ihren ersten sechs Lebensjahren hatte sie mehrere lebensbedrohliche Krankheiten. Sie hatte sieben Magengeschwüre und soll einen Schlaganfall erlitten haben. Ernährt wurde sie über eine Magensonde (PEG).
Zahlreiche Untersuchungen konnten nicht klären, worauf ihre einzigartige Krankheit (Besonderheit, eine gravierende Entwicklungsstörung) basierte. „Wir haben bislang keine Abweichungen von der Norm gefunden“, sagte der untersuchende Facharzt Richard Walker. Selbst eine Untersuchung ihrer DNA blieb ohne Befund. Obwohl es schien, dass sie nicht alterte, waren Teile ihres Körpers unterschiedlich alt, wie ihre Knochen, die denen einer Zehnjährigen entsprachen. Die Zellen ihres Körpers waren genauso verbraucht, wie es ihrem Alter entsprach. 
Ihr Zustand wurde vorläufig als Syndrom X für eine noch nicht identifizierte, seltene Krankheit bezeichnet. 2017 bekam die Krankheit den offiziellen Namen Neotenic Complex Syndrome (Kindlichkeitskomplex-Syndrom) und mittlerweile sind auch weitere Betroffene dieser Krankheit bekannt.